# Saint-Aubin, Aube
Saint-Aubin är en kommun i departementet Aube i regionen Grand Est (tidigare regionen Champagne-Ardenne) i nordöstra Frankrike. Kommunen ligger  i kantonen Nogent-sur-Seine som ligger i arrondissementet Nogent-sur-Seine. År 2022 hade Saint-Aubin 591 invånare.

## Befolkningsutveckling
Antalet invånare i kommunen Saint-Aubin
Referens: INSEE